# Roda Antar
Roda Antar (Freetown, 12 november 1980) is een Sierra-Leoons-Libanees die als middenvelder speelt bij het Chinese Shandong Luneng in de Super League en het Libanees voetbalelftal.

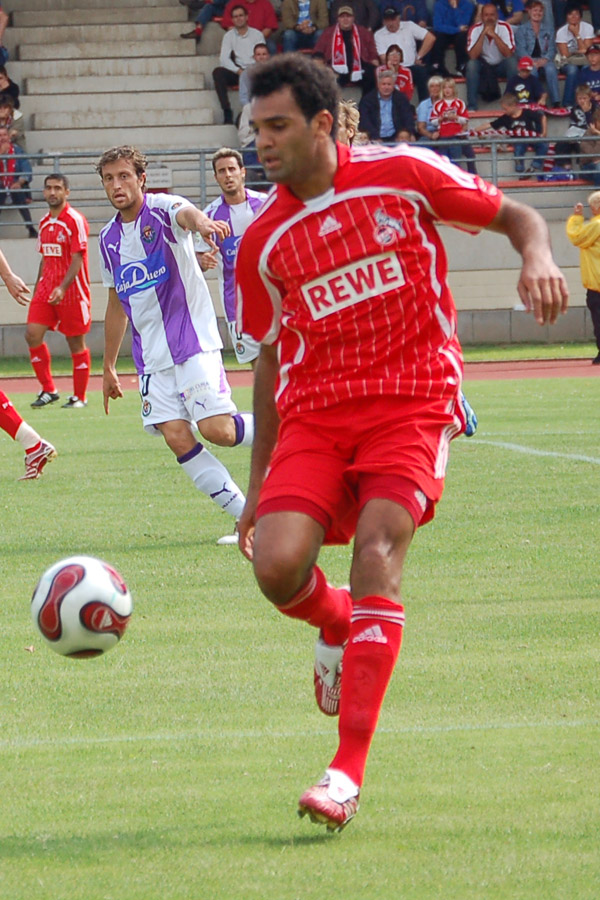
Roda Antar

## Carrière
Hij begon met voetballen in 1998 in Libanon bij Tadamon Sour daar speelde hij tot 2001 want toen ging hij naar Hamburger SV en in 2003 ging hij naar SC Freiburg daar maakte hij in zijn eerste wedstrijd al een mooie hattrick en in 2007 maakte hij de overstap naar 1.FC Köln.
| seizoen     | club            | land      | competitie              | wed. | goals |
| ----------- | --------------- | --------- | ----------------------- | ---- | ----- |
| 1998/99     | Tadamon Sour    | Libanon   | Lebanese Premier League | ?    | ?     |
| 1999/00     | Tadamon Sour    | Libanon   | Lebanese Premier League | ?    | ?     |
| 2000/01     | Tadamon Sour    | Libanon   | Lebanese Premier League | ?    | ?     |
| 2001/02     | Hamburger SV II | Duitsland | Regionalliga Nord       | 14   | 10    |
| 2001/02     | Hamburger SV    | Duitsland | Bundesliga              | 16   | 1     |
| 2002/03     | Hamburger SV    | Duitsland | Bundesliga              | 7    | 1     |
| 2003/04     | SC Freiburg     | Duitsland | Zweite Bundesliga       | 17   | 7     |
| 2004/05     | SC Freiburg     | Duitsland | Zweite Bundesliga       | 27   | 3     |
| 2005/06     | SC Freiburg     | Duitsland | Zweite Bundesliga       | 22   | 6     |
| 2006/07     | SC Freiburg     | Duitsland | Zweite Bundesliga       | 32   | 10    |
| 2007/08     | 1.FC Köln       | Duitsland | Zweite Bundesliga       | 31   | 7     |
| 2008/09     | 1.FC Köln       | Duitsland | Bundesliga              | 15   | 0     |
| 2009        | Shandong Luneng | China     | Chinese Super League    | 20   | 5     |
| Bijgewerkt: | 4-10-2009       |           | Totaal                  | 201  | 50    |